# I Festival de Iquique
El Festival de Iquique fue la primera edición del festival más importante del norte de Chile, y uno de los más importantes del país, solo superado por el Festival de Viña del Mar. Este se realizó los días 14, 15 y 16 de 2008 en el ex Estadio Cavancha, ubicado en Iquique, Chile. El animador de la noche fue Antonio Vodanovic.

## Historia
La idea nació como propuesta para aumentar y desarrollar la ciudad como destino turístico en el país. La municipalidad se encargó de producir el evento y usar la mejor tecnología disponible en ese momento.
El festival tuvo mucha aceptación, repletando el estadio en todas sus noches. La calidad de los artistas fue un factor muy importante, ya que hubo artistas de mucha trayectoria en Chile, y otros de la talla de Miguel Bosé, quien realizó en el festival su gira Papito.
También estuvo el grupo argentino Dios salve a la reina, que hace un tributo a la reconocida banda británica Queen.

## Desarrollo

### Día 1 (jueves 14)

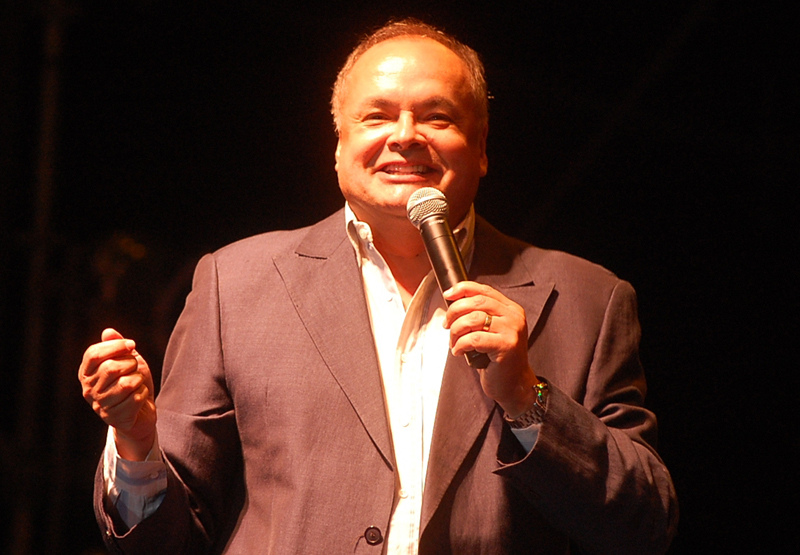
Álvaro Salas se encargó de abrir al primera edición del festival

El encargado de abrir la primera noche de la historia del festival fue el experimentado humorista chileno Álvaro Salas, quien hizo reír al público iquiqueño en alrededor de una hora de presentación.
Luego de esto, el show del porteño fue precedido por el cantante español Miguel Bosé, quien estaba en ese momento haciendo su gira Papito Tour, y ya que esta incluía a Iquique se presentó con canciones de su último álbum Papito, y también con una selección de sus mejores canciones clásicas.
- Álvaro Salas (humorista)
- Miguel Bosé

### Día 2 (viernes 15)

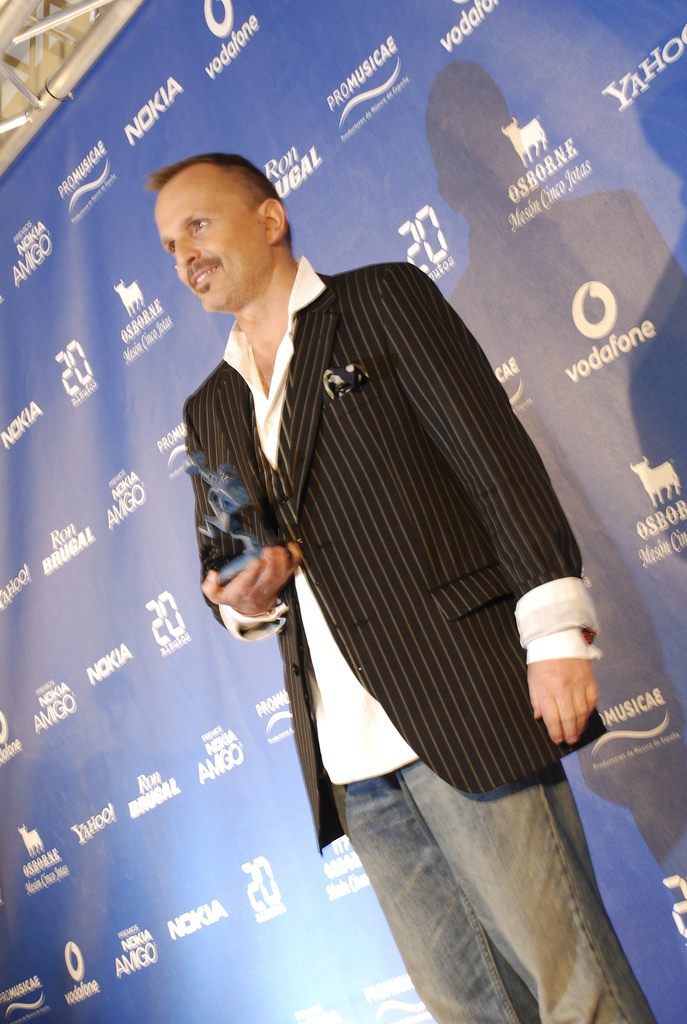
El panameño Miguel Bosé se presentó en el festival como parte de su gira Papito.

El día número 2 del festival estuvo marcado por el gran público que asistió, y la cantidad de artistas, ya que hubo 4 de ellos. Los Bunkers, Lucybell y Chancho en Piedra fueron los grupos chilenos que estuvieron en el escenario del ex Estadio Cavancha, mientras que a ellos se les sumó el grupo argentino Dios salve a la reina, terminando la noche con los ya mencionados Chancho en Piedra.
- Los Bunkers
- Lucybell
- Dios salve a la reina
- Chancho en Piedra

### Día 3 (sábado 16)
Para finalizar el festival en su primera edición estuvo presente para abrir la noche el grupo chileno Los Tres. Seguidos por el también chileno Buddy Richard y el italo-belga Salvatore Adamo y cerró la noche el histórico grupo Los Jaivas.
- Los Tres
- Buddy Richard
- Salvatore Adamo
- Los Jaivas